# Ингибьёрг Стефаунсдоуттир
Ингибьёрг Стефаунсдоуттир (исл. Ingibjörg Stefánsdóttir, род. 31 августа 1972 в Рейкьявике), известная также под псевдонимом Инга (исл. Inga) — исландская певица и киноактриса, представительница Исландии на конкурсе песни Евровидение 1993.

## Карьера
Ингибьёрг начала петь ещё в двенадцатилетнем возрасте. Более «серьёзную» карьеру оперной певицы она начала в 1992, параллельно выступая также в составе дуэта «Peace of Cake». В 1993 певица стала победительницей национального отбора на предстоящий конкурс песни Евровидение. Песня «Þá veistu svarið» (Вам известен ответ) была представлена под девятым номером и финишировала тринадцатой по результатам голосования.
Помимо этого, Инга хорошо известна и как киноактриса. Впервые она снялась в эпизодической роли исторического кинофильма «Veggfóður: Erótísk ástarsaga». Всего она приняла участие в съёмках нескольких фильмов и телесериалов. Последнюю «крупную» роль она сыграла в фильме «Maður eins og ég»; и в настоящий момент она продолжает карьеру киноактрисы.